# Hipnia
Hipnia (griego, Ὑπνία) fue una antigua ciudad griega de los locrios ozolios. 
Sus habitantes son citados en el marco de la guerra del Peloponeso puesto que, según Tucídides, los hipnieos formaron parte de las ciudades de Lócride Ozolia que se vieron obligadas a entregar rehenes al ejército lacedemonio que en el año 426 a. C., estaba bajo el mando de Euríloco.
Se conserva una inscripción fechada en el año 190 a. C. de un convenio de sympoliteia entre Hipnia y Mionia, cuyas cláusulas mencionan el establecimiento de unos elementos administrativos comunes entre ambas ciudades que formarían así una pequeña confederación pero ambas conservarían sus propios magistrados y mantendrían su propia identidad.
Se ha sugerido que podría haberse localizado en la población actual de Kolopetinitsa.